# 디스커버리 채널 (대한민국의 텔레비전 채널)
대한민국의 디스커버리 채널(Discovery Channel)은 워너 브라더스 디스커버리 산하 디스커버리 코리아 네트웍스에서 운영하는 팩츄얼 엔터테인먼트 채널이다.

## 역사
스카이라이프는 2005년부터 403번에 SD 해상도의 디스커버리 채널 아시아(Discovery Channel Asia)를, 83번에 디스커버리 HD 월드(Discovery HD World)를 송출했었다.
2011년 4월 8일에 케이블 TV 사업자인 CMB가 디스커버리 채널의 한국판을 개국하고 2016년 4월 30일에 송출을 종료했다. 이후 KT 스카이라이프는 디스커버리 네트웍스의 아시아 태평양 지사와 합작투자회사를 설립하고 디스커버리 채널의 한국판을 2020년에 재개국했다. 그간 동남아시아판을 재전송하던 KT 스카이라이프는 2020년 9월 1일부터 스팅레이 클래시카와 함께 디스커버리 채널을 국내 채널로 변경하여 송출했지만 2024년 4월 1일에 다시 해외에서 재전송된다.

## 프로그램 편성

### 2011~2016년
- 《강의 괴물들》(River Monsters)
- 《건설 개입》(Construction Intervention)
- 《귀신 실험실》 (Ghost Lab)
- 《더러운 3D직업》(Dirty Jobs)
- 《돌멩이 게임》(Game of Stone)
- 《두 남자의 생존도전》(Dual Survival)
- 《디스커버리 아틀라스》(Discovery Atlas)
- 《막 먹어도 돼지》
- 《미래 동물 대탐험》(The Future is Wild)
- 《미래의 무기들》(Future Weapons)
- 《베링해의 금》(Bering Sea Gold)
- 《부부의 야생 생존》(Man, Woman, Wild)
- 《생명을 건 포획》(Deadliest Catch)
- 《아메리칸 차퍼》(American Chopper)
- 《에일리언 플래닛》(Alien Planet)
- 《인간과 자연의 대결》(Man vs. Wild)
- 《제로 아워》(Zero Hour)
- 《제조의 비밀》(How It's Made)
- 《파괴의 찰나》(Destroyed in Seconds)
- 《파이트 퀘스트》(Fight Quest)
- 《호기심 해결사》(Mythbusters)
- 《힙 코리아》(Hip Korea)

### 2020~2024년
- 《최후 인류 생존 지침서 : 서바이블》
- 《스트레인저》 (ENA 플레이와 공동 제작 및 편성)
- 《싱어게인》 (JTBC와 공동 제작 및 편성)
- 《땅만빌리지》 (KBS 2TV와 공동 제작 및 편성)
- 《헬로! 플레이트》 (SKY와 공동 제작 및 편성)
- 《빈집 살래: buy & live》 (MBC TV와 공동 제작 및 편성)
- 《싱투게더》
- 《잠적》 (ENA와 공동 제작)
- 《고생 끝에 밥이 온다》 (ENA 플레이와 공동 제작)
- 《지구에 무슨 129?》
- 《맛있는 코멘터리: 단짠단짝》
- 《고스트 하우스》
- 《호동's 캠핑존 골라자봐》 (LG헬로비전 공동 제작 및 편성)
- 《우리 식구됐어요》
- 《마시는 녀석들》 (iHQ 공동 제작 및 편성)
- 《저 세상 중고차 GEAR GODS(기어갓)》
- 《크라임 퀴즈쇼 풀어파일러》 (AXN과 공동 제작 및 편성)
- 《유니콘 하우스: 스타트업 전쟁》
- 《아포칼립스: 혼돈의 지구방위대》
- 《형제라면》 (TV조선과 공동 제작 및 편성)

## 같이 보기
- 워너 브라더스 디스커버리
- 디스커버리 채널